# 初級滑空機

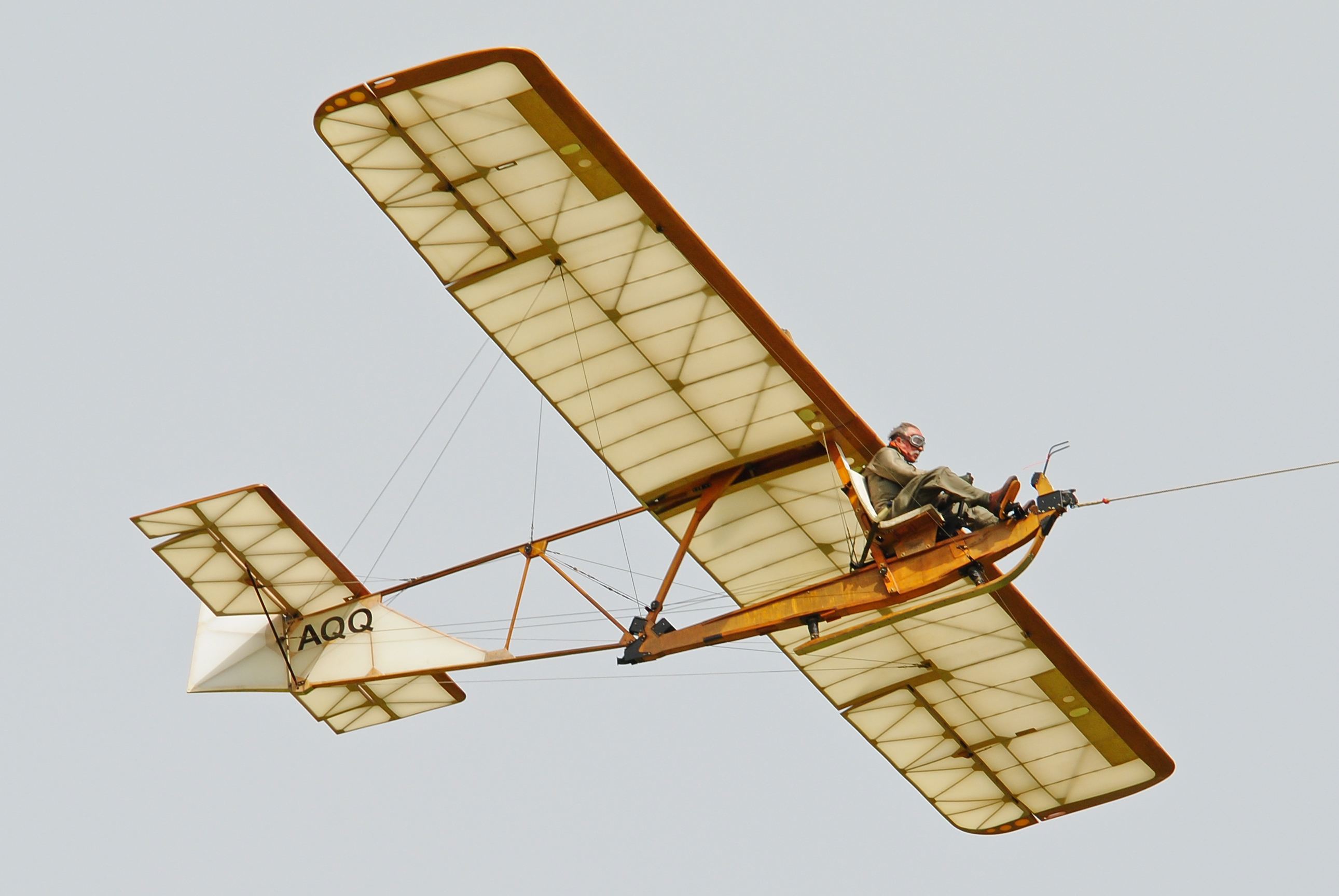
ドイツ製初級滑空機SG-38

初級滑空機(しょきゅうかっくうき)またはプライマリーグライダー（Primary glider）とは、日本の航空法における滑空機の種別のひとつである。
滑空機の中で唯一免許や資格、機体の耐空証明がなくとも運用できる（ただし機体の登録番号は必要）種別である。

## 概要
航空法においては滑空機は動力の有無や特定の飛行方法の可否などによって4種の等級に分類され、初級滑空機はその中で最も簡素なものである。
前述の通り、最大の特徴として、その運用にあたって操縦士・整備士免許などの資格や技術証明が一切必要ないこと、そして他の等級の滑空機と異なり機体の耐空証明も必要ない点が挙げられる。これにより機体と飛行のための空間さえ揃っていればすぐに運用することができるため、初歩的な飛行訓練や趣味による個人飛行に用いられることが多い。

### 発航方法
初級滑空機は機体そのものにエンジンやプロペラといった動力装置が搭載されていない。そのため、飛行の際にはバンジーコード（ゴム索)でパチンコのように機体を打ち出すバンジー曳航（ゴム索発航）という手法が用いられる。この手法は他の飛行機やウインチといった外的な動力を必要としないため、初級滑空機の運用が容易である理由のひとつとなっている。

### 日本国内における初級滑空機
初級滑空機はそのシンプルな構造や手軽な運用方法から、日本においても国内各地で幅広く運用されていた。特に1940年代においては軍用機のパイロットを育成する目的で全国の学校や訓練所に文部省式1型や朝日式駒鳥型、キ24などの機種が支給され、中等学校では正式な科目として滑空訓練が行われており、学生の大半が滑空機の操縦経験を持っているほどに普及していた。しかし、太平洋戦争の終戦に伴いGHQによる航空開発の全面禁止指令を受け国内の機体の大多数が失われ、1980年代以降は国内における日常的運用はほとんど行われなくなった。

## 代表的な初級滑空機

### 国内
キ24
1930年代に試作された大日本帝国陸軍の初級滑空機。ドイツの初等練習用グライダーグルナウ9（Schneider Grunau 9）を基に立川飛行機が設計し、少年飛行兵学校で初歩操縦訓練に用いられた。
文部省式1型（文部省式甲種滑空機）
1940年に文部省によって設計された学校滑空訓練用の初級滑空機。文部省の標準型として全国の男子中等学校や青年学校、滑空訓練所などで用いられた。
朝日式駒鳥型
1940年に、朝日新聞社をスポンサーとして前田航研工業が設計した初級滑空機。航空局制定による逓信省の標準型となり、中等学校を中心に文部省式1型とともに広く用いられた。
K-14型
1944年に日本小型飛行機が「日本小型式K-14型」の名で設計した初級滑空機。文部省式1型の代替機種として計画されたが、量産には至らず少数のみが製作される。太平洋戦争終結後には、後身機である「霧ヶ峰式はとK-14型」が生産された。
プライマリーグライダーHAYABUSA（はやぶさ）
2010年代に青森県立三沢航空科学館主導で「飛行距離を短く抑え、簡単に浮く、子供が乗れる」というコンセプトのもと日本宇宙少年団三沢分団が製作した複葉グライダー。現在はシミュレーターとしても利用できるよう改修を行い、航空イベントなどで運用されている。
F.O.P-01 PG
2010年代後半にオリンポスによって設計された初級滑空機。初心者・若年層による製作を想定し、完成機およびキットプレーンとして販売されている。また、モーターグライダー型の「F.O.P-01 MG」も存在する。

### 海外
DFS Zögling
1920年代にドイツで制作された練習用グライダー。初級滑空機の中でも特に古い機種のひとつ。
SG-38（SG 38 Schulgleiter）
1940年代に運用されたドイツの教練グライダー。初級滑空機の中でも特に代表的な機種のひとつであり、第二次大戦期には操縦訓練用として各国で広く用いられた。現代でも一部航空ファンによって運用されている。
T38グラスホッパー（Slingsby Grasshopper）
1950年代にイギリスで制作された初級滑空機。SG-38を基に設計されており、主にイギリス空軍で運用された。